# Демонакс (законодатель)
Демонакс (др.-греч. Δημῶναξ; VI век до н. э.) — древнегреческий законодатель.

## Биография
Демонакс был родом из греческого города Мантинеи, располагавшегося в Аркадии в центральной части Пелопоннеса.
Демонакс пользовался большим авторитетом. В это время в Киренаике к власти пришел Леарх, погубивший своего старшего брата Батта II. Как полагает Гельмут Берве, Леарх, проводивший репрессии в отношении местной знати и окруживший себя наемниками, считался, согласно поздней традиции, тираном, так как насильственным путем изменил государственное устройство. В результате заговора вдовы Батта II Эриксо Леарх был убит, и на престол взошел её сын Батт III. По мнению Колобовой К. М., в стране также шла внутренняя борьба между старыми и новыми колонистами, прибывшими в Ливию по призыву Батта II: «последние, получив участки земли, по-видимому, не были уравнены в правах со старым населением города.»
Киренцы «из-за постигшего их несчастья» обратились к Дельфийскому оракулу с просьбой указать, «при каком государственном устройстве лучше всего им жить». Пифия велела пригласить в качестве посредника жителя Мантинеи. А мантинейцы направили как самого уважаемого среди своих граждан Демонакса. Он по-новому организовал киренцев, разделив народ на три традиционно дорийские филы (мойры): эллины из Тиры и их соседи, пелопоннесцы и критяне, с которыми у киренцев существовала давняя связь, и греки с других островов Эгейского моря.
Также Демонакс лишил царей практически всех их властные полномочий, сохранив за ними в основном только жреческие функции. Собственность киренских правителей, составлявшая экономическую основу их могущества, также была существенно ограничена: Батту III были выделены специальные земельные владения, видимо, не очень значительные, а «все остальное, что принадлежало прежде царю, сделалось достоянием народа».
После смерти Батта III, вынужденного примириться с новым устройством, его сын Аркесилай III, поддерживаемый своей матерью Феретимой, «заявил, что не желает выносить порядков, установленных мантинейцем Демонаксом, и потребовал возвратить ему преимущества и владения его предков», что привело к новому витку междоусобиц.